# Oscar Turner (Politiker, 1867)
Oscar Turner (* 19. Oktober 1867 in Woodlands, Ballard County, Kentucky; † 17. Juli 1902 in Louisville, Kentucky) war ein US-amerikanischer Politiker. Zwischen 1899 und 1901 vertrat er den Bundesstaat Kentucky im US-Repräsentantenhaus.

## Werdegang
Oscar Turner war der Sohn von Oscar Turner senior (1825–1896), der zwischen 1879 und 1885 ebenfalls den Staat Kentucky im Kongress vertrat. Er besuchte die öffentlichen Schulen in Washington, D.C. und die Rugby School in Louisville. Nach einem anschließenden Jurastudium an der University of Louisville und der University of Virginia und seiner 1891 erfolgten Zulassung als Rechtsanwalt begann er in Louisville in diesem Beruf zu praktizieren.
Turner war Mitglied der Demokratischen Partei. Bei den Kongresswahlen des Jahres 1898 wurde er im fünften Wahlbezirk von Kentucky in das US-Repräsentantenhaus in Washington gewählt, wo er am 4. März 1899 die Nachfolge von Walter Evans antrat. Da er im Jahr 1900 auf eine erneute Kandidatur verzichtete, konnte er bis zum 3. März 1901 nur eine Legislaturperiode im Kongress absolvieren. Nach dem Ende seiner Zeit im US-Repräsentantenhaus praktizierte Oscar Turner wieder als Anwalt. Er starb am 17. Juli 1902 in Louisville, wo er auch beigesetzt wurde.